# 井出亜夫
井出 亜夫（いで つぎお、1943年（昭和18年）11月20日 - ）は、日本の通産官僚。経済企画庁国民生活局長、経済企画審議官などを歴任。長野県出身。

## 略歴
- 長野県野沢北高等学校卒業
- 東京大学経済学部卒業
- 1967年（昭和42年）4月：通商産業省入省
- イギリスサセックス大学より経済学修士の学位を取得[1]
- 外務省OECD代表部参事官(パリ)
- 資源エネルギー庁公益事業部ガス事業課長
- 通商産業省産業政策局調査課長
- 通商産業省生活産業局総務課長
- 経済企画庁長官官房企画課長
- 中小企業庁小規模企業部長
- 経済企画庁物価局担当審議官
- 1996年（平成8年）6月：経済企画庁国民生活局長
- 1998年（平成10年）6月：経済企画審議官
- 1999年（平成11年）9月：慶應義塾大学教授
- 2005年（平成17年）4月：日本大学大学院グローバル･ビジネス研究科教授
- 2005年（平成17年）6月：株式会社小林洋行監査役

## 通産省入省同期
- 細田博之
- 伊佐山建志
- 中野正孝（生活産業局長で1996年退任）
- 白川進（基礎産業局長）
- 大宮正（商務流通審議官、三菱自動車常務執行役員、弁護士）
- 鈴木孝男（環境立地局長、中小企業基盤整備機構理事長）
- 横江信義（通産研究所次長兼官房審議官、IEA石油市場緊急対策局長、ICU卒）

## 親族
- 実父、井出一太郎（農林大臣、郵政大臣、内閣官房長官を歴任。亜夫は一太郎の次男）
- 実兄、井出正一（厚生大臣）

## 役職
- 独立行政法人中小企業基盤整備機構理事
- 財団法人地球産業文化研究所理事
- 財団法人全国中小企業取引振興協会会長
- 財団法人経済産業調査会監事